# انی (مجله)
اِنی یک مجله معماری بود، که برای بیش از هفت سال توسط شرکت انی‌وان منتشر شد. در مجموع ۲۷ از مجله منتشر شد، اولین شماره در مه ۱۹۹۳ و آخرین آن در سپتامبر ۲۰۰۰.انی توسط لاگ ادامه یافت که آن هم توسط شرکت انی‌وان منتشر می‌شود.
همکاران برجسته این مجله شامل زاها حدید، برنارد چومی، الیزابت دیلر، رم کولهاس، سنفورد کوینتر، رابرت سومول، پیتر آیزنمن و گرگ لین بودند.
شماره‌های یک تا هشت توسط همکاری همیشگی آیزنمن ماسیمو وینیلی و از شماره هشتم، مجله توسط استودیوی طراحی گرافیک 2x4 طراحی شده‌است.